# Оттон (граф Савойський)
Оттон I (італ. Oddone; бл. 1023–1057/1060) — маркграф Туринський з 1046 року, 3-й граф Мор'єннський, Аостський та Савойський з 1056/1057 року.

## Біографія
Молодший син Гумберта I, графа Мор'єннського і Анцили. Народився близько 1023 року. 1030 року разом з братами Аймоном, Бурхардом і Амадеєм став свідком пожертви Гумберта I Клюнійському абатству.
1046 року разом з братом Амадеєм був присутній на гофстазі на чолі з імператором Генріхом III у Вероні. Тоді ж отримав згоду від останнього на свій шлюб з Аделаїдою Туринською, єдиною дочкою померлого маркграфа Ульріка Манфреда II, завдяки чому Оттон отримав титул маркграфа Туринського.
1056 року після смерті брата Амадея I успадкував графства Мор'єннське, Аостське і Савойське. Продовжив політику підтримки імператора в його діях в Італії. Водночас спрямував зусилля на розширення володінь в північній Італії. Наприкінці 1050-х років в Егбелі став карбувати власну монету. Втім згодом за скаргою Легера, архієпископа В'єннського, що мав монополію на карбування монети, Папський престол заборонив графу Оттону карбування своїх монет.
Помер Оттон близько 1060 року. Йому спадкував старший син П'єтро I.

## Родина
Дружина — Аделаїда, донька Ульріка Манфреда II, маркграфа Туринського, та Берти Міланської.
Діти:
- П'єтро I (1047—1078), 4-й граф Мор'єнна
- Амадей II (1048—1080), 5-й граф Мор'єнна
- Берта (1051—1087), дружина Генріха IV, імператора Священної Римської імперії
- Аделаїда (1052—1079), дружина Рудольфа I фон Рейфельден, герцога Швабії
- Оттон (д/н—1095/1099)